# Šlakhamry

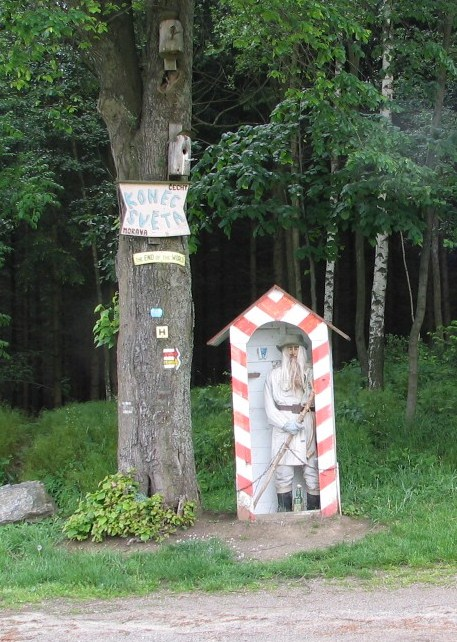
Strážní budka u „Konce světa“

Šlakhamry (německy Schlaghammer) jsou malá vesnice, část obce Hamry nad Sázavou v okrese Žďár nad Sázavou. Leží asi 4 km západně od Žďáru nad Sázavou, v severozápadním cípu Hamrů nad Sázavou, asi 2 km od jejich středu. V roce 2009 zde bylo evidováno 42 adres. V roce 2001 zde trvale žilo 68 obyvatel.
Šlakhamry leží v katastrálním území Najdek na Moravě o výměře 2,65 km2.
Na jižním okraji území, poblíž přírodní památky Rozštípená skála, je v objektu bývalého Brdičkova vodního mlýna (blízko zaniklého hamru) umístěna expozice hamernictví Technického muzea Brno.

## Konec světa
Západní hranice katastrálního území Najdek na Moravě se v okolí Šlakhamrů kryje s historickou zemskou hranicí Čech a Moravy. V místě, kde na této hranici končí silnice, která na okraji zastavěného území osady Šlakhamry přechází v lesní cestu v úbočí kopce Peperek, je lidovou tvořivostí udržován památníček Konec světa. Je zde instalován hraniční kámen obou zemí, nachází se zde strážní budka a do nedávna[kdy?] zde byla i závora. Lze se sem dostat po Hamerském vycházkovém okruhu.